# Gil Shachar
Gil Shachar (* 26. Dezember 1965 in Tel Aviv) ist ein israelischer Maler und Bildhauer und lebt in Duisburg.

## Leben
Nach dem Kunststudium am Artists Teachers College in Ramat Hasharon lehrte er zuerst an der Bezalel Academy of Arts and Design in Jerusalem und danach am Beit-Berl College für Malerei und Skulptur in Kfar Saba.

## Werk
Aus Wachs und Epoxydharz fertigt Gil Shachar Plastiken ihm bekannter Personen oder schlichter Alltagsgegenstände. In 2019 fertigte er eine Abgussskulptur eines Wals für sein The Cast Whale Project.

## Ausstellungen
- 2020: Gil Shachar in der Abguss-Sammlung Antiker Plastik, Abguss-Sammlung Antiker Plastik, Berlin und in bei Semjon Contemporary/Galerie für zeitgenössische Kunst, Berlin
- 2014: Lehmbruck Museum, Duisburg, ZEICHEN GEGEN DEN KRIEG, Antikriegsplastik von Lehmbruck bis heute
- 2014: Kunstmuseum Bochum: Sammlung F. Hense[1]
- 2014: Gil Shachar at C1 Gallery Berlin 2014
- 2012: Das Geheime Leben der Skulpturen, Stadtmuseum Siegburg
- 2011: Natur und Abbild. Altana Kunstsammlung. Gil Shachar, Altana Kulturstiftung, Sinclair-Haus, Bad Homburg
- Gil Shachar at Julie M. Gallery, Tel Aviv / Toronto[2]
- An die Natur. Die ALTANA Kunstsammlung Galerie für Zeitgenössische Kunst, Leipzig
- 2010: Krieg / Individuum Ausstellungshalle zeitgenössische Kunst Münster
- 2009: SPOTLIGHT - Neuzugänge seit 2006 Museum der Moderne Salzburg
- 2008: Portrait Galerie Hübner, Frankfurt
- 2008: Gil Shachar: Verwachsene Geschichten Museum im Prediger, Schwäbisch Gmünd
- 2008: Gil Shachar Galerie Löhrl, Mönchengladbach
- 2008: ACCESS TO ISRAEL I & II Jüdisches Museum - Frankfurt
- 2008: Eventually We’ll Die - Young Art in Israel of the 90s Herzliya Museum of Art
- 2008: Territorial bodies MUSEUM BEELDEN AAN ZEE Scheveningen
- 2007: Balance ! Kunst in Heiligendamm Öffentlicher Raum Deutschland
- 2007: Dangerous Beauty Chelsea Art Museum, New York
- 2007: Fatamorgana Haifa Museum of Art
- 2007: SURreal Museum der Moderne Salzburg
- 2007: Was ist Plastik? 100 Jahre - 100 Köpfe Wilhelm Lehmbruck Museum, Duisburg
- 2006: Jamboree Museum Goch
- 2006: Die obere Hälfte Museum Liner, Appenzell
- 2006: Die obere Hälfte Kunsthalle Emden
- 2005: Gil Shachar Galerie Löhrl, Mönchengladbach[3]
- 2005: Die obere Hälfte Städtische Museen Heilbronn
- 2005: Gil Shachar, Truglose Bilder. Goch, Museum Goch
- 2005: Die Neuen Hebräer Martin Gropius Bau, Berlin
- 2003: Gil Shachar Galerie Löhrl, Mönchengladbach
- 2003: Der Rest der Welt ALEXANDER OCHS GALLERIES Berlin
- 2002: Gil Shachar Herzliya Museum of Art
- 2001: TRANSCAFE Galeria Noua, Bukarest
- 2001: 8. Triennale Kleinplastik Triennale Kleinplastik Fellbach
- 2001: Kinderblicke Städtische Galerie Bietigheim-Bissingen
- 2000: Gil Shachar Tate Liverpool
- 1998: Gil Shachar Wilhelm Lehmbruck Museum, Duisburg

## Preise
- 1994 Ingeborg Bachmann-Preis, gestiftet von Anselm Kiefer, Jerusalem
- 1996 Wilhelm-Lehmbruck-Stipendium, Duisburg
- 1998 Atelierstipendium der Stadt Mönchengladbach, Barkenhoff Stipendium, Worpswede
- 1999 Schleswig-Holsteinisches Künstlerhaus Eckernförde
- 2001 Künstlerhaus Schloss Wiepersdorf
- 2003 Leube Stipendium, Gartenau, Österreich